# Manuel da Silveira Pinto da Fonseca Teixeira
Manuel da Silveira Pinto da Fonseca Teixeira (Vila Real, 3 de Março de 1784 – Lisboa, 7 de Março de 1830), 1.º marquês de Chaves e 2.º conde de Amarante, foi um militar do Exército Português que se distinguiu como um dos principais apoiantes do miguelismo durante a Guerra Civil Portuguesa.

## Biografia
Foi filho de Francisco da Silveira Pinto da Fonseca Teixeira, 1.º Conde de Amarante. Assentou praça aos 8 anos no Regimento de Cavalaria do Cais, e, depois de concluídos os estudos no Colégio dos Nobres, foi para Almeida, como alferes, numa companhia comandada por Bernardo da Silveira Pinto da Fonseca, o visconde da Várzea, seu parente. 
Em 1808, participou na revolta contra os franceses, tendo sido promovido a major dum batalhão de voluntários, que seria mais tarde o Regimento de Caçadores n.º 3, onde serviu até 1809, já com o posto de tenente-coronel. Nesse ano foi membro do estado-maior da divisão do seu pai.
Participou na Guerra Peninsular, sendo recompensado pelos seus feitos, com a concessão de uma segunda vida no título de conde de Amarante. Em 1819, foi nomeado governador da praça de Valença, e em Março de 1820 promovido a marechal-de-campo.
Opositor do regime saído da Revolução Liberal de 1820, juntamente com outros militares que haviam sido afastados depois da Martinhada, promoveu em 23 de Fevereiro de 1823 a revolta das tropas de Trás-os-Montes.
Tendo corrido grande parte das terras do Minho, e havendo-se demorado em Braga, recolheu a Vila Real, lançou mão de um estandarte e gritou: ”Morra a Constituição e todos os seus sectários.” Nas suas proclamações, o conde, entre promessas de fidelidade à Religião, ao rei e a “sua augusta esposa (a mulher forte!)”, acusa a Constituição de responsável pela perda das “mais ricas possessões portuguesas na América e na Índia”.
Esse brado aconteceu quando pouco antes tinha casado, em Lisboa, a 16 de Julho de 1823, com a noiva de há muitos anos, Francisca Xavier Teles da Silva, filha única de Luís Teles da Silva Caminha e Meneses, Marquês do Alegrete e Conde de Tarouca .
No entanto a revolta contra o governo liberal no Norte do país é dominada pelas forças militares afectas ao governo, pelas tropas comandadas pelo general Luís do Rego Barreto, em Amarante, os seus bens são confiscados, sendo obrigado a refugiar-se em Espanha.
Regressou a Lisboa, no meio de grande aclamação, depois da Vilafrancada, tendo sido elevado a Marquês de Chaves, em três vidas, com a promoção a tenente-general e a concessão da grã-cruz da Ordem da Torre e Espada e, ainda, do cargo de Conselheiro de Guerra.
Após a promulgação da Carta Constitucional, sublevou a província de onde era originário, fazendo várias incursões até ser finalmente derrotado pelo Conde de Vila Flor, futuro Duque da Terceira.
Em 1828, após a aclamação de D. Miguel I como rei de Portugal, foi chamado à Corte, onde desempenhou papel de grande relevo.
Teve uma filha, antes do casamento, Maria da Soledade da Silveira Pinto da Fonseca, que casou com Francisco da Silveira Pinto da Fonseca, filho de Bernardo da Silveira Pinto da Fonseca. 